# Municipalità locale di Umzimkhulu
La municipalità locale di Umzimkhulu' (in inglese Umzimkhulu Local Municipality) è una municipalità locale del Sudafrica appartenente alla municipalità distrettuale di Harry Gwala, nella provincia di KwaZulu-Natal. In base al censimento del 2001 la sua popolazione è di 174.336 abitanti.
La sede amministrativa e legislativa è la città di Umzimkulu e il suo territorio si estende su una superficie di 2.435 km² ed è suddiviso in 18 circoscrizioni elettorali (wards). Il suo codice di distretto è KZN435.

## Geografia fisica

### Confini
La municipalità locale di Umzimkhulu confina a nord con quella di Kwa-Sani, a nord e a est con quella di Ingwe, a est con quelle di Umzumbe (Ugu) e Ubuhlebezwe, a sud con quella di uMuziwabantu (Ugu) e a ovest con quella di Greater Kokstad.

### Città e comuni
- Bisi
- Bontrand
- Clydesdale
- Dumakude
- Fodo
- Ibisi
- Indawana
- Jogilizwe
- Jongilizwe
- Ladamu
- Mabandla
- Malenge
- Mvolozi
- Nqozama
- Rietvlei 1
- Rietvlei 2
- Rietvlei 3
- Riverside
- Sandile
- Silahla
- Singisi
- Sneezewood
- Stafford's Post
- Straalhoek
- Straalhoek Forrest Station
- Umzimkulu
- Zwelethu

### Fiumi
- Bisi
- Gungununu
- Mahobe
- Mbumba
- Ndawana
- Ngwangwane
- Little Bisi
- Upper Bisi
- Weza